# Muscicapa
Muscicapa is een geslacht van vogels uit de familie van de vliegenvangers (Muscicapidae). De wetenschappelijke naam van het geslacht is voor het eerst geldig gepubliceerd in 1760 door Brisson.

## Soorten
De volgende soorten zijn bij het geslacht ingedeeld:
- Muscicapa adusta – Kaapse vliegenvanger
- Muscicapa aquatica – Moerasvliegenvanger
- Muscicapa boehmi – Böhms vliegenvanger
- Muscicapa caerulescens – Blauwgrijze vliegenvanger
- Muscicapa cassini – Cassins vliegenvanger
- Muscicapa comitata – Dofblauwe vliegenvanger
- Muscicapa dauurica – Bruine vliegenvanger
- Muscicapa epulata – Fantivliegenvanger
- Muscicapa ferruginea – Roestvliegenvanger
- Muscicapa gambagae – Gambagavliegenvanger
- Muscicapa griseisticta – Gestreepte vliegenvanger
- Muscicapa infuscata – Rouwvliegenvanger
- Muscicapa itombwensis – Itombwevliegenvanger
- Muscicapa lendu – Chapins vliegenvanger
- Muscicapa muttui – Bamboevliegenvanger
- Muscicapa olivascens – Olijfgroene vliegenvanger
- Muscicapa randi – Asborstvliegenvanger
- Muscicapa segregata – Soembavliegenvanger
- Muscicapa sethsmithi – Geelpootvliegenvanger
- Muscicapa sibirica – Roetvliegenvanger
- Muscicapa sodhii – Sulawesivliegenvanger
- Muscicapa striata – Grauwe vliegenvanger
- Muscicapa tessmanni – Tessmanns vliegenvanger
- Muscicapa tyrrhenica – Balearische vliegenvanger
- Muscicapa ussheri – Usshers vliegenvanger
- Muscicapa williamsoni - Williamsons vliegenvanger